# Torneo de Estoril 2024
El Millennium Estoril Open 2024 fue un torneo de tenis que perteneció a la ATP en la categoría de ATP Tour 250. Se disputó entre 1 y el 7 de abril de 2024 sobre polvo de ladrillo en el Clube de Ténis do Estoril en Estoril (Portugal).

## Distribución de puntos
| Modalidad            | Campeón | Finalista | Semifinales | Cuartos de final | 2ª ronda | 1ª ronda | Clasificados | 2ª ronda de clasificación | 1ª ronda de clasificación |
| Individual masculino | 250     | 165       | 100         | 50               | 25       | 0        | 13           | 7                         | 0                         |
| Dobles masculino     | 250     | 150       | 90          | 45               | 20       | 0        | -            | -                         | -                         |

## Cabezas de serie

### Individuales masculino
| Tenista              | Ranking | Preclasificado |
| Casper Ruud          | 8       | 1              |
| Hubert Hurkacz       | 9       | 2              |
| Lorenzo Musetti      | 24      | 3              |
| Alejandro Davidovich | 28      | 4              |
| Arthur Fils          | 37      | 5              |
| Miomir Kecmanović    | 46      | 6              |
| Gaël Monfils         | 47      | 7              |
| Dominik Koepfer      | 50      | 8              |

- Ranking del 18 de marzo de 2024.[2]

### Dobles masculino
| Tenista                              | Ranking | Preclasificado |
| Sander Gillé Joran Vliegen           | 56      | 1              |
| Sadio Doumbia Fabien Reboul          | 63      | 2              |
| Ariel Behar Adam Pavlásek            | 80      | 3              |
| Gonzalo Escobar Aleksandr Nedovyesov | 104     | 4              |

## Campeones

### Individual masculino
Hubert Hurkacz venció a  Pedro Martínez por 6-3, 6-4

### Dobles masculino
Gonzalo Escobar /  Aleksandr Nedovyesov vencieron a  Sadio Doumbia /  Fabien Reboul por 7-5, 6-2